# فاوست (موسيقي)
فاوست (بالنرويجية البوكمول: Bård Faust)‏ هو موسيقي نرويجي، ولد في 21 أبريل 1974 في هدمارك في النرويج.

## وصلات خارجية
- فاوست على موقع ميوزك برينز (الإنجليزية)
- فاوست على موقع ميوزك برينز (الإنجليزية)
- فاوست على موقع أول ميوزيك (الإنجليزية)
- فاوست على موقع أول ميوزيك (الإنجليزية)
- فاوست على موقع ديسكوغز (الإنجليزية)
- فاوست على موقع ديسكوغز (الإنجليزية)